# NGC 4261
NGC 4261 è una galassia ellittica visibile nella costellazione Vergine.
La galassia NGC 4261 si trova dietro all'ammasso della Vergine a circa 100 milioni di anni luce da noi con il getto che copre circa 88 anni luce.

Il nucleo galattico contiene un buco nero supermassiccio di 1.2 miliardi di masse solari.

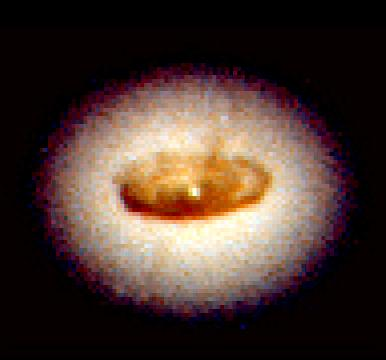
Il buco nero al centro della galassia NGC 4261
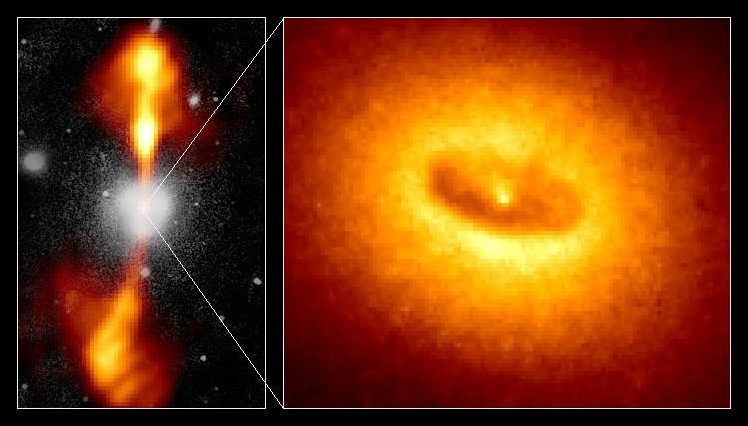
NGC 4261
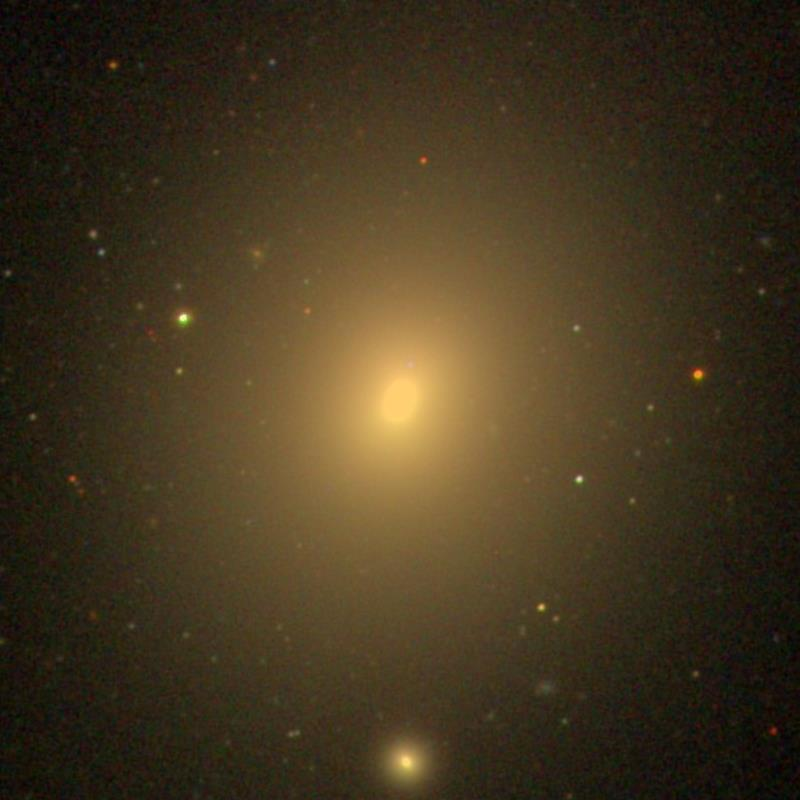
NGC 4261  (SDSS DR14)

### Libri
- (EN)   C. J. Lada, N. D. Kylafits, The Origin of Stars and Planetary Systems, Kluwer Academic Publishers, 1999, ISBN 0-7923-5909-7.
- A. De Blasi, Le stelle: nascita, evoluzione e morte, Bologna, CLUEB, 2002, ISBN 88-491-1832-5.

### Carte celesti
- Tirion, Rappaport, Lovi, Uranometria 2000.0 - Volume I & II, Richmond, Virginia, USA, Willmann-Bell, inc., 1987, ISBN 0-943396-15-8.
- Tirion, Sinnott, Sky Atlas 2000.0 - Second Edition, Cambridge, USA, Cambridge University Press, 1998, ISBN 0-933346-90-5.
- Tirion, The Cambridge Star Atlas 2000.0, 3ª ed., Cambridge, USA, Cambridge University Press, 2001, ISBN 0-521-80084-6.